# EP NL Rijnmond centrale
EP NL Rijnmond B.V. is een energieleverancier met een op gas gestookte 820 MW-hoogrendementsenergiecentrale op de Vondelingenplaat bij Rotterdam Pernis.

## Historie
Het moederbedrijf was het Amerikaanse Intergen, dat de centrale als Rijnmond Energie heeft opgebouwd. Afnemer van de elektriciteit was Eneco. De centrale is gebouwd op het voormalige terrein van de voormalige Texaco-raffinaderij. Het terrein is helemaal gesaneerd alvorens de combinatie van het Amerikaanse Bechtel en het Turkse Enka in 2002 gingen bouwen. Intergen was in die tijd 50% van Bechtel en 50% van Shell. De centrale werd in juni 2004 operationeel. Het was de eerste centrale in Nederland sinds, én voortgekomen uit, de liberalisering van de Nederlandse elektriciteitsmarkt.

## Specificatie
De op aardgas gestookte STEG-centrale (CCGT) heeft twee Siemens SGT5-4000F-gasturbines (oude naam: V94.3a). Achter de gasturbines bevinden zich SFL-NEM-afgassenketels die stoom opwekken uit de uitlaatgassen van de gasturbines voor de drietraps-Alstom stoomturbine met Alstom Turbogenerator 50WY232-10. Deze configuratie is een zogenaamde multi-shaftconfiguratie. De koeling van de stoomturbinecondensor geschiedt middels een koelwatercircuit met een hybride koeltoren. Het benodigde water voor de verdampingsverliezen wordt opgewerkt uit de Tweede Petroleumhaven.
De centrale is via een ondergrondse 150kV-verbinding aan het landelijk net gekoppeld bij het TenneT-schakelstation Waalhaven. De centrale leverde stoom aan de naastgelegen biodieselfabriek Dutch Biodiesel en de tankterminal Argos Oil. Ook kon zij stoom leveren aan de Shellraffinaderij.

## Faillissement
In oktober 2015 werd Rijnmond Energie CV, de eigenaar en exploitant van de Rijnmondcentrale, failliet verklaard door de rechtbank in Rotterdam. Eerder werd nog gepoogd de centrale te veilen, in opdracht van hypotheekhouder Crédit Agricole, maar dit liep op niets uit. Omdat de centrale niet meer aan de betalingsverplichtingen kon voldoen, heeft de vennootschap zelf faillissement aangevraagd. De curatoren gaan bekijken of de centrale alsnog kan worden verkocht. De Rijnmondcentrale, die in 2004 werd geopend, stond sinds voorjaar 2015 in de mottenballen, nadat Eneco het afnamecontract had beëindigd. Met name gasgestookte centrales hebben het moeilijk vanwege het aanbod van wind- en zonne-energie en de lage steenkoolprijs waardoor kolencentrales goedkoper kunnen produceren. Rijnmond Energie CV was onderdeel van Intergen.
In februari 2017 werd bekend dat de Rijnmond Centrale onder de naam Rijnmond Power Holding weer zou gaan draaien. In begin 2019 draaide de installatie voor Uniper.
In januari 2023 werd bekend het Tsjechische EPH de centrale had overgenomen en Rijnmond Power onderdeel werd van EP Netherlands. Per 19 februari 2024 is de centrale onder naam EP NL Rijnmond bekend. 